# 陳家希
陳家希，香港攀山愛好者，曾於2018年3月登上珠穆朗瑪峰，一度成為登上珠峰的最年輕港人。

## 生平
陳家希在香港出生，現為香港大學醫學院內外全科醫學生，畢業於本港英皇佐治五世學校，所以其中文水平較低。
他征服過南美洲阿空加瓜山、非洲坦桑尼亞的乞力馬扎羅山，以及澳洲的科修斯科山，當時登上珠穆朗瑪峰成了他的目標。
2018年3月起，他開始攀登珠穆朗瑪峰，經過2個月的攀登，他於5月21日登上全球最高、海拔8,848米的珠峰，成為當時最年輕登峰的香港人。但此紀錄於2022年5月被資深登山家曾志成的兒子、18歲的曾朗傑所打破。